# 퍼시스
퍼시스(FURSYS)는 주로 사무용 가구를 제조・유통하는 코스피 상장 기업이다. 코스피200 지수 구성 종목이기도 하다.
2012년 데이터에 따르면 퍼시스는 사무용 가구 시장 점유율 50.26%로 1위이며 그 다음을 리바트, 코아스, 보루네오가 잇고 있다. 매출 구성은 전량 사무용가구에서 나온다.
대한민국 내에 200여개에 이르는 대리점으로 유통망을 구축하고 있으며 해외에는 중동과 중남미의 40여개국에 FURSYS 브랜드를 수출하고 있다.

## 제품
가구 제품은 사무용이라는 특성 때문에 조립과 해체가 가능한 모듈화된 형태로 만들어진다. 자체브랜드인 FURSYS만으로 제품을 유통하며 OEM 생산은 하지 않는다.
1980년대 초반까지 대한민국의 회사에서 쓰는 가구는 어두컴컴한 색상의 철제가구 일색이었다. 퍼시스는 사무용 가구에 나무와 플라스틱 소재를 도입하고, 조립 해체가 가능한 모듈화된 방식을 사용하여 사무 공간을 효율적으로 활용할 수 있게 했다. 현재 국내 1000개 대기업 중 505개 이상의 기업이 퍼시스의 제품을 사용하고 있다.
공장은 안성,평택,충주에 있다.

## 사업모델
사무용 가구라는 업종의 특성상 B2C보다 B2B 방식의 사업모델로 매출을 내는 기업이다. 즉 대기업 등의 고객사 또는 정부가 관계된 대형 국책 사업에 입찰하여 대규모의 공급 계약을 맺는 식이다. 고객사로는 삼성전자, 삼성SDS, NHN, LG유플러스, SK건설, SK케미칼, 우리은행, IBK투자증권, 삼성경제연구소, 신세계백화점, LG하우시스, 현대상선, 산업은행, 라이나생명보험 등이 있다. 국책사업으로는 인천국제공항, KTX역사, 국립디지털도서관 등이 있다.

## 증시
브랜드의 인지도도 높고 시장점유율도 높으며 꾸준히 흑자를 내는 우량 기업이지만, 하루 거래대금이 수천만원에 불과하여, 증시에서 별로 주목받는 종목은 아니다.

## 참고 문헌
- 와이즈에프엔
- 다음 증권
- 퍼시스 홈페이지